# 549
549 (DXLIX) fue un año común comenzado en viernes del calendario juliano, en vigor en aquella fecha.

## Acontecimientos
- Agila I es elegido rey por la asamblea de los nobles visigodos (diciembre).
- Concilio de Orleans (Francia)

## Fallecimientos
- Teudiselo, rey visigodo de Hispania, asesinado.